# Residenzplatz (Wurtzbourg)
Ne doit pas être confondu avec Residenzplatz   (Salzbourg).
La Residenzplatz est la place la plus importante du centre historique de Wurtzbourg. La place est délimitée à l'est par la Résidence de Würzburg et à l'ouest par le Balthasar-Neumann-Promenade.
Au nord et le sud, il y a des places de parking ; il est interdit de stationner au centre de la place.
La place est un lieu de concert. Elle servit de décor lors de la réalisation du film Les Trois Mousquetaires en 2010. Le 28 juin 2011, des milliers de fans célèbrent le joueur de basket-ball Dirk Nowitzki sur la place après avoir gagné avec les Mavericks de Dallas, la saison NBA 2010-2011.
La Frankoniabrunnen est une fontaine dans la place.

## Source
- (de) Cet article est partiellement ou en totalité issu de l’article de Wikipédia en allemand intitulé « Residenzplatz (Würzburg) » (voir la liste des auteurs).